# Antennensteckdose

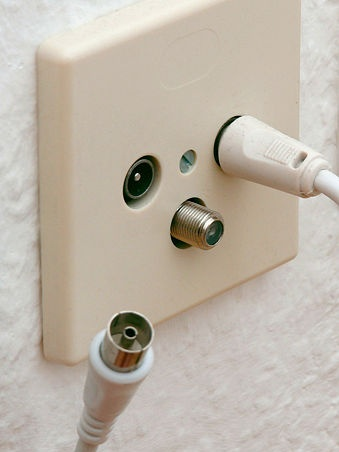
Multimedia- oder Satellitenantennen-Steckdose, oben links Belling-Lee-Buchse für Fernsehen und oben rechts Belling-Lee-Buchse für Radio, unten in der Mitte F-Buchse

Antennensteckdosen, auch als Anschlussdosen bezeichnet, stellen das über ein Koaxialkabelnetz übertragene Signal zum Anschluss der Endgeräte, beispielsweise Fernsehgeräte, zur Verfügung. Zumeist verfügen sie beim Kabelfernsehen über einen Belling-Lee-Anschluss für Fernsehen als Stecker und eine Belling-Lee-Buchse zum Anschluss für UKW-Rundfunk. Neuere Ausführungen besitzen zusätzlich eine oder mehrere F-Buchsen für den Anschluss von Satellitenfernsehempfängern oder eines Kabelmodems.
Zu anderen Antennensteckersystemen, beispielsweise BNC-, F-, FME-, N-, SMA-, TNC-, TS-9-Stecker siehe Koaxialstecker.

## Anschlüsse

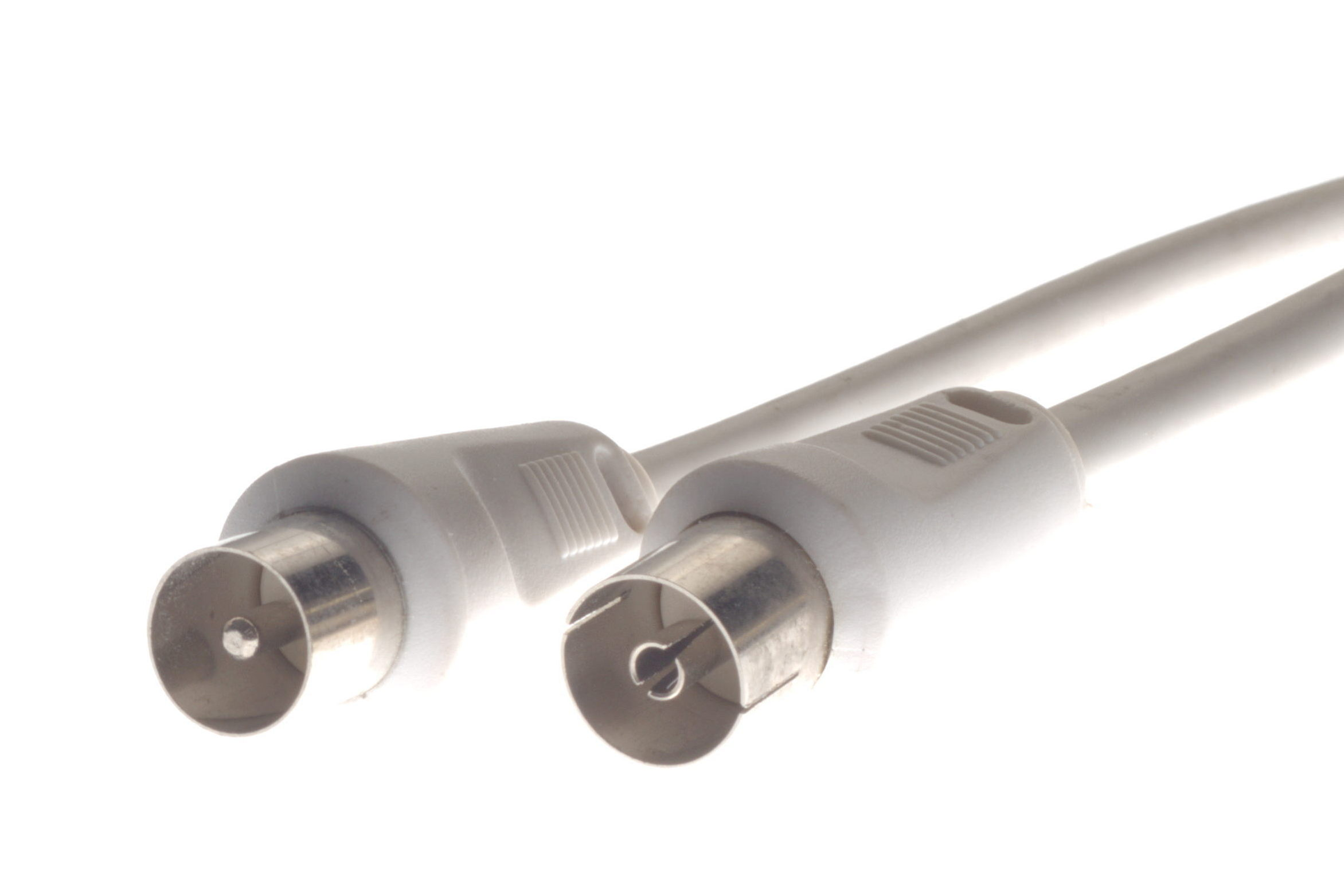
Links männlicher Belling-Lee-Stecker, rechts weiblich

Antennensteckdose haben in der Regel zwei, drei oder vier Anschlussbuchsen. Daraus ergeben sich auch die weiterführenden Bezeichnungen Zweiloch-, Dreiloch- oder Vierloch-Anschlussdose. In Europa sind zwei verschiedene Anschlusstechniken mit drei unterschiedlichen Buchsen gebräuchlich. Neben den beiden Belling-Lee-Buchsen nach IEC 61169-2:2007 (bzw. veraltet IEC 60169-2 oder auch IEC 169-2) sind Anschlussbuchsen für F-Stecker gebräuchlich.
Der Belling-Lee-Stecker wird für den terrestrischen Fernsehempfang und das Gegenstück, die Buchse wird für den UKW-Radioempfang verwendet. Anschlusskabel für Kabelfernsehen und UKW haben in der Regel an einem Ende Buchsen und auf der anderen Seite einen Stecker. Dadurch kann man für Radio und Fernsehen die gleichen Kabel verwenden, indem man sie einfach umdreht. Diese Kabel können auch als Verlängerung beliebig aneinander gesteckt werden. Dieses Aneinanderstecken kann sich jedoch negativ auf die Signalstärke und Qualität auswirken. Für den Empfang von Satelliten sind Anschlusskabel mit zwei F-Steckverbindern üblich.
| Anschluss für                                | Buchse an der Antennensteckdose | passender Stecker | Buchse am Endgerät | passender Stecker | Steckertyp                             |
| -------------------------------------------- | ------------------------------- | ----------------- | ------------------ | ----------------- | -------------------------------------- |
| Fernsehen (TV)                               | männlich                        | weiblich          | weiblich           | männlich          | Belling-Lee bzw. IEC-61169-2 Verbinder |
| UKW-Radio (R)                                | weiblich                        | männlich          | männlich           | weiblich          | Belling-Lee bzw. IEC-61169-2 Verbinder |
| Satelliten-Fernsehen (SAT) Kabelmodem (DATA) | weiblich                        | Stecker männlich  | weiblich           | männlich          | F-Verbinder                            |

Die gebräuchlichste Anordnung ist Zweiloch mit TV und R sowie Dreiloch mit TV, R und SAT oder DATA. Es sind auch Anschlussdosen verfügbar, die von diesem Schema abweichen und z. B. nur SAT und R oder 2× TV oder 2× SAT anbieten.

## Arten

Schema verschiedener Variationen von Antennendosen in einem Kabelnetz

Antennendosen können in drei verschiedene Arten unterteilt werden:
- Abzweig- oder Durchgangsdose bei einer Baum-Topologie (mit optional installierbarem Abschlusswiderstand), Verwendung in Einkabelsystemen, Unicable und Kabelfernsehnetzen
- Enddose (bzw. als Durchgangsdose mit internen Abschlusswiderstand), also terminiert; Verwendung zum Abschluss der v.g. Stiche
- Stichdose, wird durch einen externen Abzweiger (oder z. B. den Multischalter) entkoppelt.

Bei Durchgangsdosen gehört immer ein Abschlusswiderstand oder eine Enddose an den Stammausgang der letzten Durchgangsdose. Bei den sogenannten Enddosen ist der Abschlusswiderstand in der Antennendose immer serienmäßig vorhanden.
Folgende Arten von Antennendosen werden im Handel angeboten:
| Art                    | interner Abschlusswiderstand | Anschlussmöglichkeit für weitere Dose oder Abschlusswiderstand | Bemerkung                                                                    |
| ---------------------- | ---------------------------- | -------------------------------------------------------------- | ---------------------------------------------------------------------------- |
| Einzeldose (Stichdose) | Nein                         | Nein                                                           |                                                                              |
| Durchgangsdose         | Nein                         | Ja                                                             | durch Anschließen eines separaten Abschlusswiderstands als Enddose benutzbar |
| Enddose                | Ja                           | Nein                                                           |                                                                              |

Eine Entkopplung der Antennensignale bei der Verteilung kann durch Verteiler (Splitter), Abzweiger (Tap), Verstärker mit mehreren Ausgängen oder durch Multischalter beim Satellitenfernsehen erfolgen.

### Typische Merkmale von Antennendosen

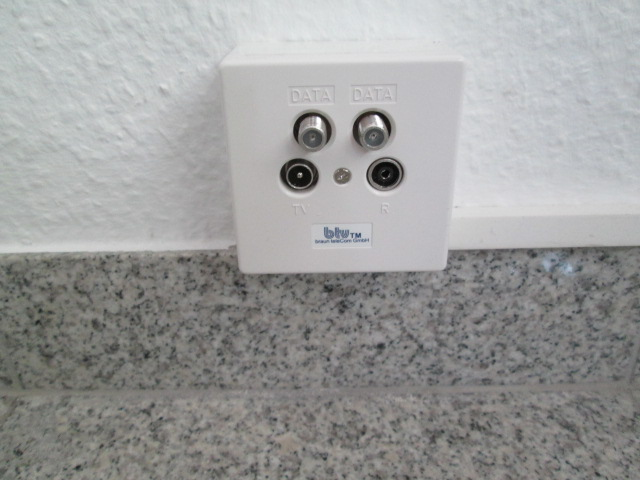
Vier-Loch-Multimediadose

Es gibt Antennendosen, die nur für Kabel- oder Satellitenfernsehen geeignet sind, sowie Modelle, die beide Signalbereiche trennen können oder über separate Anschlüsse für die beiden Signalbereiche verfügen.
|                                          | Data                                                      | Data                        | UKW-Radio                   | Fernsehen Digitalradio 2    | Digitalfernsehen Digitalradio | Satellit                                                  | DC-Durchlass                                              |
| ---------------------------------------- | --------------------------------------------------------- | --------------------------- | --------------------------- | --------------------------- | ----------------------------- | --------------------------------------------------------- | --------------------------------------------------------- |
| Frequenzbereich                          | 5–65 MHz und 118–862 1 MHz                                | 5–1800 MHz                  | 87,5–108 MHz                | 47–68 MHz und 111–862 MHz   | 258–1800 MHz                  | 950–2400 MHz                                              | 14–18 Volt                                                |
| Zweiloch-Stich- oder Durchgangsdose      |                                                           |                             | Grünes Häkchensymbol für ja | Grünes Häkchensymbol für ja |                               |                                                           |                                                           |
| Data-Zweiloch-Stich- oder Durchgangsdose |                                                           | Grünes Häkchensymbol für ja |                             |                             | Grünes Häkchensymbol für ja   |                                                           |                                                           |
| Sat-Dreiloch-Stich- oder Durchgangsdose  |                                                           |                             | Grünes Häkchensymbol für ja | Grünes Häkchensymbol für ja |                               | Grünes Häkchensymbol für ja                               | Grünes Häkchensymbol für ja                               |
| Data-Dreiloch-Stich- oder Durchgangsdose | Grünes Häkchensymbol für ja                               |                             | Grünes Häkchensymbol für ja | Grünes Häkchensymbol für ja |                               |                                                           |                                                           |
| Data-Vierloch-Stich- oder Durchgangsdose | Grünes Häkchensymbol für ja · Grünes Häkchensymbol für ja |                             | Grünes Häkchensymbol für ja | Grünes Häkchensymbol für ja |                               |                                                           |                                                           |
| Sat-Vierloch-Stichdose                   |                                                           |                             | Grünes Häkchensymbol für ja | Grünes Häkchensymbol für ja |                               | Grünes Häkchensymbol für ja · Grünes Häkchensymbol für ja | Grünes Häkchensymbol für ja · Grünes Häkchensymbol für ja |
| Data-Sat-Vierloch-Stichdose              | Grünes Häkchensymbol für ja                               |                             | Grünes Häkchensymbol für ja | Grünes Häkchensymbol für ja |                               | Grünes Häkchensymbol für ja                               | Grünes Häkchensymbol für ja                               |

Einige Ausführungen sind nur bedingt für Internet mittels Kabelfernsehen geeignet, da sie eine sehr starke Entkoppeldämpfung für den Rückkanal haben.

### Antennendosen für Kabelfernsehen
Beim Kabelfernsehen in Deutschland ist die Antennenanschlussdose der Endpunkt der Netzebene 4 des Kabelnetzes beim Kunden. Ein Austausch von Antennendosen sollte aufgrund der unterschiedlichen Ausführungsmöglichkeiten immer von einem beauftragten Techniker des Kabelfernsehproviders erfolgen.
Die Antennendosen für das Kabelfernsehnetz enthalten in der Regel keinen zusätzlichen kapazitiven Mantelstromfilter für eine Netztrennung zwischen dem Kabelfernsehnetz und den eigenen Geräten. Dieser Filter kann die sogenannten Netzeinstreuungen und eine Erdschleife („Brummschleife“) verhindern.
Bei rückkanalfähigen Kabelnetzen, die einen Internetzugang mittels Kabelmodem anbieten, sind beim Austausch der Dose nur die vom Kabelnetzprovider zugelassenen, auch als Multimedia-Anschlussdosen (MMD) bezeichneten Antennendosen zu verwenden.

### Zusatzfunktionen
Zusätzlich können Dämpfungsglieder sowie Bandpässe und Filter zur Trennung des analogen oder digitalen Fernsehsignals vom UKW-Rundfunk in der Antennendose vorhanden sein.
Bei Antennendosen für den Satellitenempfang können für Einkabelsysteme sogenannte DC-Blocker oder 22-kHz-Filter zusätzlich vorhanden sein. Es gibt auch spezielle Einkabel-Antennensteckdosen, die eine Auswertung der Steuersignale der angeschlossenen Empfangsgeräte vornehmen und nur berechtigte Steuersignale in das Verteilnetz passieren lassen.

## Dämpfungsarten
Alle Antennendosen haben eine frequenzspezifische Anschlussdämpfung oder die sogenannte Teilnehmerdämpfung. Diese Anschlussdämpfung einer Antennendose dient zum individuellen begrenzenden Ausgleich der Signalstärke für die jeweilige Anschlussdose, die durch unterschiedliche Leitungslängen oder vorherige Abzweig- oder Durchgangsdosen nach einem zentralen Antennen- oder Hausanschlussverstärker im Kabelnetz erforderlich ist.
Die Entkoppeldämpfung einer Antennendose ist Maß für die Unterdrückung von Störsignalen eines an der Antennendose angeschlossenen Gerätes in das Kabelnetz.
Nur die sogenannten Abzweig- bzw. Durchgangsdosen haben zusätzlich eine systembedingte Durchgangsdämpfung für die Minderung des Pegels nach der Antennendose für den darauf folgenden Teilnehmer durch den eingebauten passiven Abzweigverteiler.
In sehr seltenen Fällen gibt man auch zusätzlich die Dämpfung für die Schirmung gegenüber dem Einstrahlen von externen Störquellen bei erwarteten EMV-Einstreuungen zum Beispiel durch benachbarte DAB oder UKW-Sendeanlagen mit großer Leistung an.
Antennendosen sollten dem Klasse-A-Standard gegen Einstrahlung (Ingress) entsprechen.

## Aufsteckadapter für den Internetzugang mit einem Kabelmodem

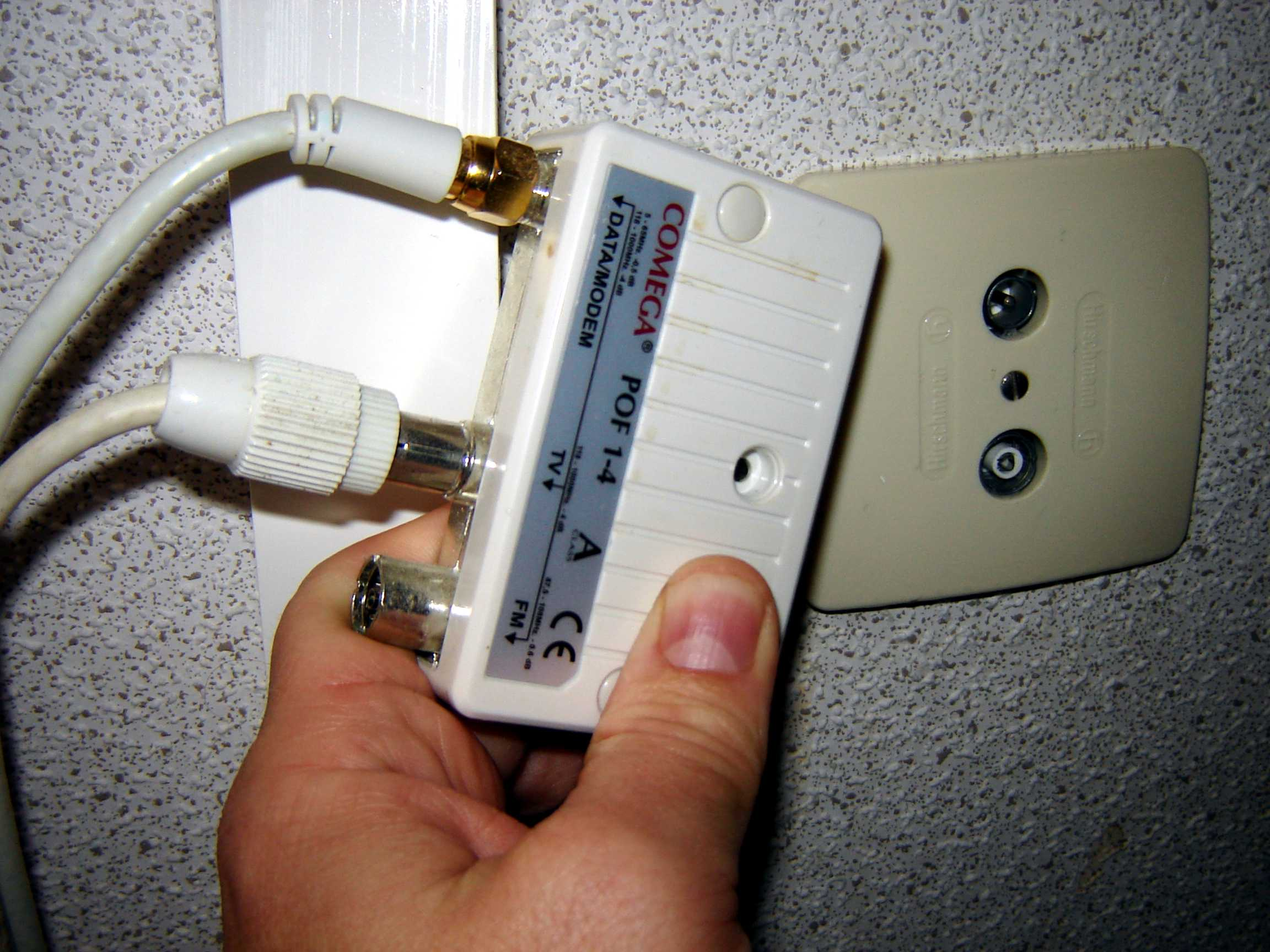
Ein Kabelanschluss mit herkömmlicher Antennendose erfordert einen zusätzlichen Aufsteckadapter mit Filter für den Breitband-Internetzugang mit einem Kabelmodem.

Entscheidet sich ein Kunde erst nach der Aufrüstung des Kabelnetzes zur Nutzung des Internets, verzichten einige Netzbetreiber auf den Austausch der Antennendosen und stellen dem Kunden einen aufsteckbaren Push-On-Adapter (POA) zur Verfügung, der das Internetsignal für das Kabelmodem aus dem vorhandenen Frequenzspektrum an einem zusätzlichen dritten Anschluss zur Verfügung stellt. Der POA stellt aber oft nur eine Notlösung dar, da die korrekte Abschirmung sowie Signalpegel nicht immer gewährleistet werden können.

## Schrauben zur Verbindung der Abdeckung mit der Antennensteckdose
Häufig werden Antennensteckdosen verwendet, die nicht vom Hersteller des im Gebäude verwendeten Schalterprogramms stammen. Um die Abdeckung des Schalterprogramms auf den fremden Dosen zu befestigen, muss auf die Verwendung der zur Steckdose passenden Schraube geachtet werden.
Für Dosen des Herstellers Wisi wurden beispielsweise früher Schrauben mit einem M 4-Gewinde und einer Gesamtlänge von etwa 12,5 mm verwendet. Inzwischen werden überwiegend Schrauben mit M 3-Gewinde eingesetzt. Für Dosen von AEG-Telefunken, Astro, Bosch, Fuba, Hirschmann, Kathrein, Philips, Solitron und Stolle sind in der Regel Schrauben in einer Länge von 22 mm erforderlich. Für Dosen von Wisi werden 17 bis 20 mm lange und für Dosen von Siemens 12 mm lange Schrauben verwendet.